# Alto de Santa Elena
El Alto de Santa Elena (2.505 msnm) es un puerto de montaña situado en la Cordillera Central en la Región Andina en la vía que conecta a la ciudad de Medellin con el Aeropuerto Internacional José María Córdova en el departamento de Antioquia en Colombia.

## Ciclismo
Este puerto ha formado parte de las principales carreras de ciclismo del país en múltiples ocasiones.
La vertiente que viene desde Medellín es un puerto de montaña de 16,2 km de longitud con un desnivel positivo de 1499 m y tiene una pendiente media de 6,7% y una pendiente máxima de 16%.

### Final de etapa de la Vuelta a Colombia
El puerto ha formado frecuentemente parte de la Vuelta a Colombia tanto como último puerto en etapas de montaña como etapa de Cronoescalada siendo un puerto decisivo para definir la carrera.
| Año  | Etapa | Distancia | Categoría | Inicio              | Fin                 | Primero en la cima        |
| ---- | ----- | --------- | --------- | ------------------- | ------------------- | ------------------------- |
| 1990 | 10    | 14,6      | CRI       | Medellín            | Alto de Santa Elena | Pablo Wilches             |
| 1994 | 6     | 213,8     | CRI       | Manizales           | Alto de Santa Elena | José Jaime González       |
| 1995 | 5     | 214,2     | 1.ª       | Manizales           | Alto de Santa Elena | Pedro Rodríguez           |
| 1996 | 7     | 221,2     | 1.ª       | Villamaría          | Alto de Santa Elena | Luis Alberto González     |
| 1997 | 10    | 91,2      | 1.ª       | Medellín            | Alto de Santa Elena | Julio César Rangel        |
| 1998 | 7     | 229       | 1.ª       | Santa Rosa de Cabal | Alto de Santa Elena | José Castelblanco         |
| 2008 | 8     | 31        | CRI       | Medellín            | Alto de Santa Elena | Hernán Buenahora          |
| 2011 | 13    | 18        | CRI       | Medellín            | Alto de Santa Elena | Freddy Montaña            |
| 2013 | 13    | 133       | 1.ª       | Medellín            | Alto de Santa Elena | Jonathan Millán           |
| 2020 | 10    | 72        | 1.ª       | Medellín            | Alto de Santa Elena | Salvador Moreno Hernández |

### Final de etapa del Clásico RCN
El puerto ha formado frecuentemente parte del Clásico RCN recorrido como etapa de Cronoescalada siendo un puerto decisivo para definir la carrera.
| Año  | Etapa | Distancia | Categoría | Inicio   | Fin                 | Primero en la cima |
| ---- | ----- | --------- | --------- | -------- | ------------------- | ------------------ |
| 1982 | 10    | 16        | CRI       | Medellín | Alto de Santa Elena | Luis Herrera       |
| 1991 | 4     | 14,6      | CRI       | Medellín | Alto de Santa Elena | Pablo Wilches      |
| 2011 | 9     | 18        | CRI       | Medellín | Alto de Santa Elena | Rafael Infantino   |